# Miguel Layún
Miguel Arturo Layún Prado (Córdoba, 25 de junho de 1988) é um ex-futebolista mexicano que atuava como lateral. Seu último clube foi o América.

## Carreira
Pela Seleção Mexicana, Layún foi convocado para as Copas do Mundo FIFA de 2014 e 2018.

## Títulos
América
- Campeonato Mexicano: 2012–13 (Clausura), 2014–15 (Apertura) e 2023–24 (Apertura)

Porto
- Primeira Liga: 2017–18

Monterrey
- Liga dos Campeões da CONCACAF: 2019 e 2021
- Campeonato Mexicano: 2019–20 (Apertura)
- Copa México: 2019–20

México
- Copa Ouro da CONCACAF: 2015
- Copa CONCACAF: 2015

### Prêmios individuais
- Líder de assistências da Primeira Liga: 2015–16